# 尼普峰
尼普峰（英語：Nipple Peak）是南極洲的山峰，位於帕默群島中溫克島北部，處於查內爾冰川東北面1.9公里，海拔高度675米，該山峰由比利時的探險隊發現。
64°47′S 63°17′W / 64.783°S 63.283°W